# Charles B. Davenport

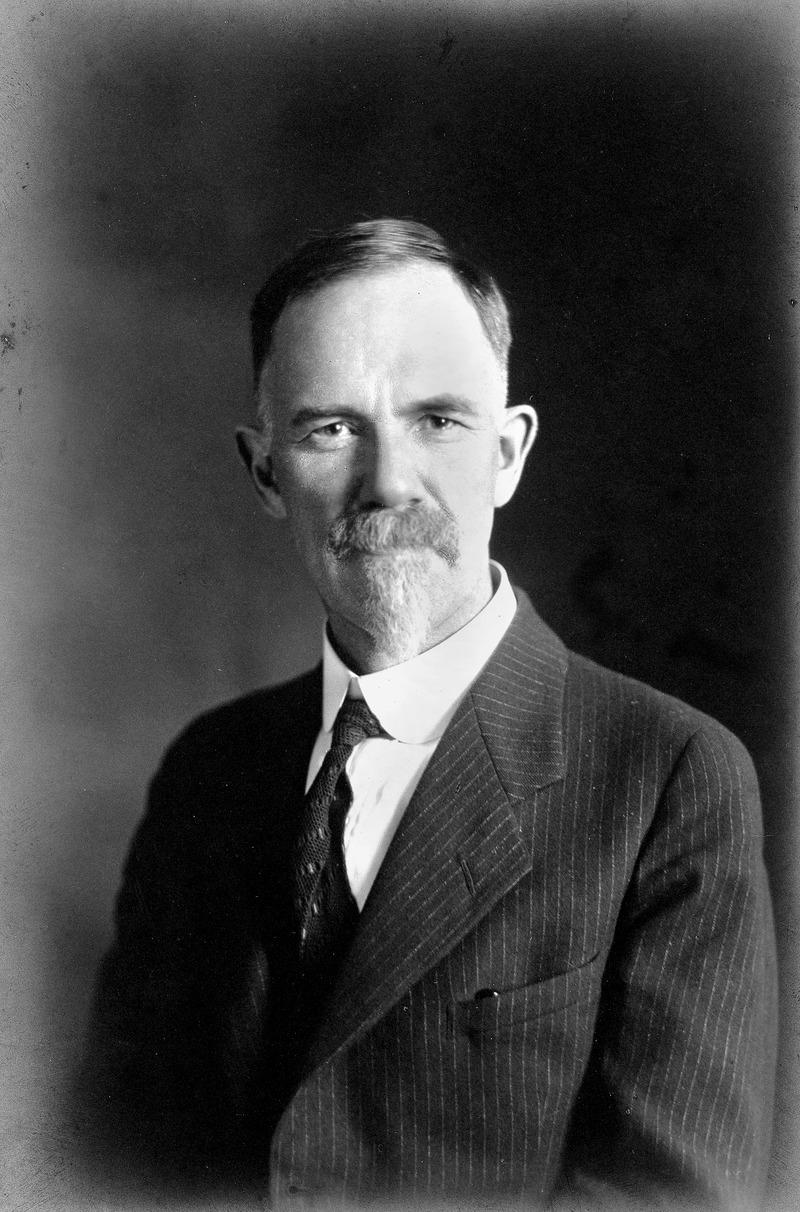
Charles Benedict Davenport, ca. 1922

Charles Benedict Davenport (Stamford, Connecticut, 1 juni 1866 - 18 februari 1944) was een prominent bioloog en eugenicist. hij was invloedrijk in de Amerikaanse eugenics movement. Hij heeft met zijn invloed veel bijgedragen aan het genereren van fondsen voor genetisch onderzoek.

## Levensloop
Hij studeerde aan Harvard en kreeg zijn Ph.D in biologie in 1892. Hij trouwde met Gertrude Crotty en ze hadden twee dochters, Millia Crotty en Jane Davenport Harris di Tomasi. Hij werd professor zoölogie aan Harvard. Van 1899 tot 1904 was hij curator van het Zoological Museum van de University of Chicago. Hij ontmoette in Londen de professors Karl Pearson en Francis Galton, die met de term eugenetica kwam. In 1904 werd hij directeur van Cold Spring Harbor Laboratory, waar hij in 1910 Eugenics Record Office (ERO) stichtte. In 1911 schreef hij Heredity in Relation to Eugenics, een college tekstboek gedurende vele jaren. In 1918 nam het Carnegie Instituut van Washington het verstrekken van fondsen aan het ERO over en er kwam ook een forse toelage van Marry Harriman, de moeder van Averell Harriman (een boner van Yale). Hij werd in 1912 tot lid van de National Academy of Sciences verkozen en in 1907 van de American Philosophical Society. In 1925 stichtte hij de International Federation of Eugenics Organizations (IFEO). In München introduceerde hij in 1928 een 'wereldkaart' van 'gebieden met gemengde rassen'. Morris Steggerda was zijn assistent en hun onderzoeksresultaten werden gepresenteerd in het boek Race Crossing in Jamaica (1929), dat statistisch bewijs wilde leveren voor biologische en culturele degradatie door het verenigen van witte en zwarte bevolkingsgroepen. Dat wordt tegenwoordig beschouwd als wetenschappelijk racisme.
Nadat Adolf Hitler in Duitsland aan de macht kwam, onderhield Davenport zich met nazi-instituten en publicaties, zowel voor als tijdens de Tweede Wereldoorlog.
Hij bleef tot het eind van zijn leven een fervent aanhanger van eugenetica. Hij ging in 1934 met pensioen en het Carnegie Instituut eindigde in 1940 de verstrekking van fondsen aan het eugenetica programma van Cold Spring Harbor. Hij stierf op 77-jarige leeftijd in 1944 aan pneumonie.
- Bibsys: 5026794
- Biblioteca Nacional de España: XX1246829
- Bibliothèque nationale de France: cb16059582r (data)
- Catàleg d'autoritats de noms i títols de Catalunya: 981058524753406706
- CiNii: DA03469861
- Gemeinsame Normdatei: 117622737
- International Standard Name Identifier: 0000 0000 8392 0857
- Library of Congress Control Number: n83825499
- Bibliotheek van het Japanse parlement: 00517871
- Nationale Bibliotheek van Tsjechië: mub20181008060
- Nationale bibliotheek van Australië: 35033564
- Nationale Bibliotheek van Israël: 987007277253905171
- Nederlandse Thesaurus van Auteursnamen: 068714297
- Réseau des bibliothèques de Suisse occidentale: 02-A003156775
- Istituto Centrale per il Catalogo Unico: UFIV067128
- LIBRIS: 256793
- SNAC: w6q81g5h
- Système universitaire de documentation: 111698642
- Trove: 806137
- Virtual International Authority File: 69712241
- WorldCat: E39PBJpDWBhghXBV6XdCpVMHG3